# Langogne
Langogne is een gemeente in het Franse departement Lozère (regio Occitanie). De plaats maakt deel uit van het arrondissement Mende. De gemeente telde 2.860 inwoners op 1 januari 2022.

## Geografie
De oppervlakte van Langogne bedroeg op 1 januari 2022 31,41 vierkante kilometer; de bevolkingsdichtheid was toen 91,1 inwoners per km².
Langogne ligt in de historische provincie Gévaudan in de natuurlijke streek Margeride.
Het Lac de Naussac, 1050 ha groot, werd aangelegd als waterreservoir om het onregelmatige debiet van de Allier op te vangen en ligt deels in de gemeente.
De onderstaande kaart toont de ligging van Langogne met de belangrijkste infrastructuur en aangrenzende gemeenten.

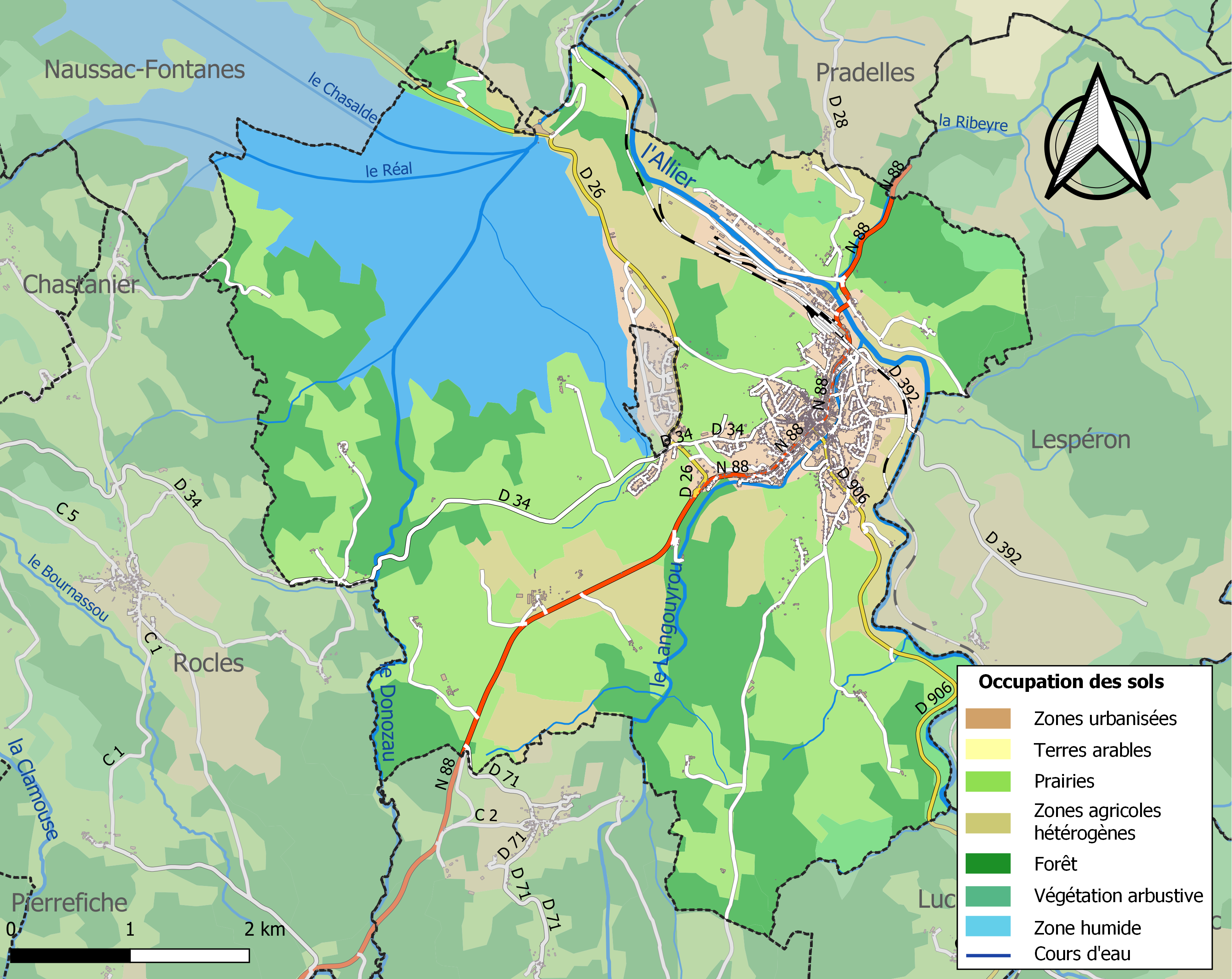

## Geschiedenis
Langogne ontstond als nederzetting nabij een klooster gesticht door monniken van de abdij van Saint-Chaffre  in 998. Het is genoemd naar de erdoorheen stromende beek Langouyrou, die in de Allier uitmondt. De stad werd grotendeels verwoest tijdens de Honderdjarige Oorlog. Het klooster werd in 1568 door hugenoten in brand gestoken, maar daarna weer opgebouwd.  Vanaf de 15e eeuw waren op de Langouyrou diverse watermolens, die wolnijverheid mogelijk maakten, in de 19e eeuw zelfs nog enige gemechaniseerde textielindustrie. 
In 1976 was het stadje toneel van heftige, maar vergeefse protestdemonstraties tegen de bouw van de stuwdam van Naussac. Het nabijgelegen dorpje van die naam werd onder water gezet, omdat het in het stuwmeer Lac de Naussac kwam te liggen. Aan de oever van dat meer is een nieuw dorp Naussac gebouwd. De stuwdam was in 1983 gereed.

## Bezienswaardigheden
- De oude overdekte markthal uit 1743
- Veel schilderachtige straatjes met oude huizen uit de 17e en 18e eeuw
- De kerk gewijd aan Saint-Gervais-Saint-Protais, in het Nederlands: de heiligen Gervasius en Protasius, in romaanse stijl (12e eeuw). De voormalige kloosterkerk liep schade op tijdens de Hugenotenoorlogen en werd beschadigd in 1784 bij een brand. In de 19e eeuw werd de kerk vergroot.[2]
- Het Lac de Naussac (watersportmogelijkheden)
- Een oude textielfabriek, aangedreven door waterkracht, die o.a. een in 1825 gebouwde en nog werkende Mule Jenny-machine bevat, is als industrieel erfgoed bewaard gebleven en onder de naam Filature des Calquières als museum geopend voor publiek.

## Verkeer en vervoer
In de gemeente ligt spoorwegstation Langogne.

## Demografie
Onderstaande figuur toont het verloop van het inwonertal (bron: INSEE-tellingen).

## Geboren in Langogne
- Pierre-Victor Galtier (1846-1908), dierenarts en pionier in het onderzoek naar rabies; hij ontwikkelde samen met Louis Pasteur een vaccin hiertegen.